# Malampaya Sound Protected Landscape/Seascape
Der Naturpark Malampaya Sound Protected Landscape/Seascape liegt 160 km nordöstlich von Puerto Princesa, der Hauptstadt der Provinz Palawan auf den Philippinen. Es wurde am 12. Juli 2000 mit dem Inkrafttreten des Präsidentenerlasses 342 eingerichtet. 
Das Malampaya Sound Protected Landscape/Seascape ist ein kombiniertes Landschafts- und Meeresschutzgebiet und umfasst eine Fläche von 2015,66 km², von denen 1113,69 km² marine Ökosysteme umfassen. Die Kernzone des Naturparks umfasst den Malampaya Sound, dieser ist in zwei Zonen geteilt. Eine Zone liegt im inneren der großen langgestreckten Bucht (engl.:Sound), die andere Zone bildet der äußere Teil der Bucht. Die Grenze zwischen beiden bilden 13 kleinere Inseln. Die Küstenlinie bildet eine Mischung aus Mangrovenwäldern und großen ausladenden Wattflächen. In die Bucht fließen zahlreiche kleinere Bäche und Flüsse, dadurch wird das Wasser im inneren Teil der Bucht als brackisch, mit einem sehr hohen Nährstoffanteil an Zooplankton und Phytoplankton, bezeichnet. Dieser hohe Nährstoffanteil ist essentiell für die Zuchtfarmen von Fischen, Krebsen und Garnelen, die in den letzten Jahrzehnten eingerichtet wurden. Dieses soll der nachhaltigen Fischerei dienen. Nördlich schließt sich das Naturschutzgebiet El Nido-Taytay Managed Resource Protected Area an und östlich liegt der Manguao-See, im Inland der Insel Palawan.
Insgesamt wurden 156 Fischarten in dem Malampaya Sound gefunden, von denen 60 Fischarten den kommerziellen Fischfang als Grundlage dienen. Im Sound lebt auch eine kleinere Population des seltenen Irawadidelfins und des Ostpazifischen Delfins.
Der Naturpark dient nicht nur dem Schutz der Meeresflora und -fauna, sondern auch dem Schutz und der Entwicklung der Lebensgrundlagen der am Meer lebenden örtlichen Bevölkerung. Insgesamt befinden sich 22 Barangays, 18 der Gemeinde Taytay und 4 der Gemeinde  San Vicente zugehörig, auf dem Gebiet des Naturparks. Die Gesamtbevölkerungszahl betrug 27.828 Personen im Naturpark, mit einer Zunahme von 6,6 % Prozent und Jahr. Die Bevölkerung bestreitet zu 70 % ihr Einkommen aus dem Fischfang und der Landwirtschaft. Die Einrichtung des Naturparks dient ebenso der Entwicklung des Tourismus in der Region. 